# 象列車
象列車（ぞうれっしゃ）とは、太平洋戦争中に日本各地の動物園の動物たちが処分されたため、名古屋市千種区の名古屋市東山動物園に唯一残されていた象を見たいと願う子どもたちのために、敗戦後のアメリカによる占領下の1949年（昭和24年）に、各地と名古屋の間を走った特別列車のことである。象を輸送するための列車ではない。

## 背景
戦前の日本には、上野動物園・天王寺動物園・東山動物園の3園に象が飼育されていた。しかしドーリットル空襲後には空襲によって逃げ出すことが懸念され、1943年には本土空襲対策に熱心であった大達茂雄東京都長官による戦時猛獣処分の行政命令が下ると、上野動物園を皮切りに全国の動物園も追従したため、終戦時には東山動物園にしか象がいない状況になっていた。。終戦時点では京都市動物園にもインドゾウが1頭生存していたが、終戦翌年の1946年（昭和21年）1月に死亡している。
東山動物園でも象は園長が常時足を鎖で拘束するという条件付きで処分を延期していた状況であった。それでも食糧不足や病気により、木下サーカスから購入した4頭の象の内、「キーコ」が1944年(昭和19年)2月に、「アドン」が1945年(昭和20年)1月に死亡した。同動物園は1945年（昭和20年）1月13日 - 1946年（昭和21年）3月16日の間観覧が停止され、軍の兵糧庫とされた。なお、当時の東山動物園を管理していた三井高孟獣医大尉は軍規違反を承知で動物園職員が兵糧の中から象の餌となるフスマ・マイロを盗んでいたのを黙認し、兵士に命じてわざと象舎の通路にそれら穀物の入った袋を置き忘れさせた事もあった。

## 経緯
戦時中には観覧休止になっていた動物園も、戦後情勢が落ち着くにしたがって観覧が再開された。しかし、象を含む猛獣・大型動物は前述の理由に食糧事情が相まって、命を落としており、全国どこの動物園も小動物しか存在しない状況になっていた。
1949年（昭和24年）4月24日に当時の上野動物園園長であった古賀忠道が、更に5月5日に2人の台東区子ども議会を代表して中学生2人（中学1年で議長を務めていた大畑敏樹と、師範附属中学校2年生で副議長の原田尚子）が、東山動物園長の北王英一を訪れ、象を東京に貸してもらえないかとそれぞれ請願を行った（日本国内で戦争が終わるまで象を生き延びさせたのは、東山動物園のみであった）。2人は名古屋市長の塚本三にも同様の請願を行った。
しかし東山動物園に残っていた2頭の象（「エルド」・「マカニー」）はいずれも高齢化しており、また貨車で送るには2頭をそれぞれ別に乗せる必要があったが、2頭を引き離す実験を行ったところ、暴れだしてついには象舎の鉄壁に頭をぶつけて血を流したため、東京へ貸し出すのは断念せざるを得なかった。しかし、子供達に象を見せたいという気持ちは園長や市長にもあり、結局東京へ送る事が不可能ならば、逆に子供達を東山動物園へ送ろうという代替案が塚本市長などから出され、これが「象列車」運転の運びとなった。
とはいえ、当時の日本国有鉄道（国鉄）輸送は全て連合国軍最高司令官総司令部（GHQ/SCAP）の支部連合軍民間運輸局（CTS）の管理下におかれており、国鉄当局が思い立ったところで臨時列車の1本も自由に立てられる状況ではなかった。そのため当時の東京・名古屋の鉄道局員は、CTSやその支局の鉄道輸送事務所（RTO）に何度も請願を繰り返し、ようやくそれが認められて団体専用列車が設定される事になったのである。

## 詳細

### 第1陣
1949年（昭和24年）6月18日、彦根発着、1400人。名古屋鉄道局による設定。当初は東京発着の列車が第1陣となる予定であった。

### 第2陣
1949年（昭和24年）6月25日（当初の予定では5月22日）、東京発着、エレファント号、15両編成。上野駅、日本交通公社、東京日日新聞の共催。
東京駅21時50分頃発・名古屋駅翌朝7時47分着、翌6月26日、名古屋駅15時頃発・上野駅22時01分着で1往復の団体専用列車が走った。1156名の子供たちが象を見るために乗車した。なお、上り列車の終着駅が上野であったのは、台東区民など下町在住の子供の便を図ったためであり、このような時間帯設定となったのは、子供の体力と有効時間の最大限確保を考慮した苦肉の策である。また当初は5月22日に運転を行う予定であったが、さまざまな事情で翌月となった。
名古屋駅から東山動物園への移動には名古屋市電を使用したが、戦争によって車両を多く失っていたこともあり、当初は米軍払い下げのトラックに客室を設けた「トレーラー・バス」の使用も検討された。
なお、この列車の編成や時刻に関する公式記録は残っていないとされるが、「エレファント号」というヘッドマーク・テールマークも取り付けられていたという。また、名古屋行き下り列車は東海道本線の岩淵駅（現：富士川駅）付近で子供1人が窓から転落する事故を起こして急停車し、その子供は全治20日の怪我を負ったとされる。

### 各地から
その他、大阪・京都・草津、埼玉・千葉・神奈川、石川・福井、津などから団体専用列車や一般列車に専用車両を連結する形で名古屋へ向かう列車が設定され、この年の秋までに総数1万数千人を運んだ。
また、近畿日本鉄道（近鉄）でも1949年（昭和24年）8月3日から約3ヶ月間、大阪の上本町駅（現：大阪上本町駅）から途中伊勢中川駅で乗り換え（当時は大阪線と名古屋線のレール軌間が異なっていたため、名目「名阪直通列車」でも同駅で乗り換えが必要だった）、近畿日本名古屋駅（現：近鉄名古屋駅）へ向かう同種の団体専用列車を設定し、毎日500人ずつ、総計約4万5000人の子供達が乗車した。

### 第2回象列車（H2.8.26）
太平洋戦争の話を子供たちにも語り継ごうということから、第1回象列車の運転された41年後の1990年（平成2年）8月26日に、品川駅（7時25分発） - 名古屋駅（13時40分着）間の下りのみで「第2回象列車」が運転された。編成はEF65形電気機関車牽引の14系客車であった。なお、名古屋駅から動物園までは名古屋市営地下鉄東山線で移動し、帰りは東海道新幹線を使用した。

## その他
この象列車が運転された1949年（昭和24年）5月10日、台東区子ども議会が参議院に「象輸入懇請」の請願書を提出した。同年9月25日にインドのジャワハルラール・ネルー首相から「インディラ」（なお名前は、首相の娘、インディラ・ガンディーの名から取ったと言われている。朝日新聞社が主催）という名の象が上野動物園に送られ、又9月4日にはタイ王国から送られた「はな子」（当時は「ガジャ子さん」という名であったとされるが、主催の読売新聞社と講談社の公募によりこの名に決定した）という豆象が同じく上野動物園に送られたため、翌年以降このような団体専用列車は設定されていない。また、1950年（昭和25年）4月28日 - 9月30日には「インディラ」を有蓋貨車（ワキ1形）に乗せ、北海道・東北地方17都市を周る「移動動物園」という企画も行われている。

## 象たちの晩年
その後も東山動物園では象のショーが行われていたが、1955年（昭和30年）6月17日にマカニーとエルドが担当飼育員を踏み殺す事件が発生して中止となった。2頭は1963年（昭和38年）9月・10月に続けて死亡し、園内に葬られた。

## 関連作品

### 書籍
- 絵本ノンフィクション「ぞうれっしゃがやってきた」小出 隆司（岩崎書店）
- 「ぞうれっしゃよ走れ―みんなの胸から胸へ」清水 則雄、小出 隆司、 藤村 記一郎（労働旬報社）
- 合唱構成「ぞうれっしゃがやってきた」藤村 記一郎（全音楽譜出版社）

### 放送
- 「北王さん象を下さい」（中京テレビ、1986年3月放送）
- 「子ども列島〜ぞうれっしゃがやってきた」（NHK、1987年8月放送）
- ラジオアングル'90「平和の祈り四十五年」第2部「"ぞうれっしゃ"の歌は広がる」（NHKラジオ第一、1990年8月11日放送）
- レディス4 ぞうれっしゃ特集「母と子の終戦記念日」〜戦災をいきのびた象〜（テレビ東京、1990年8月15日放送）
- ズームイン!!朝!「走れ!ぞう列車」（日本テレビ、1990年8月27日放送）
- 終戦60年関連企画 ドラマ「象列車がやってきた」（NHK総合、2005年8月12日放送）
- 奇跡体験!アンビリバボー「動物園 壮絶な闘いの物語」（フジテレビ、2008年4月17日放送）
- 歴史秘話ヒストリア｢明日は動物園に行こう｣ （NHK総合テレビジョン、2016年4月29日放送）

### アニメ
- 「ぞう列車がやってきた」（「ぞう列車がやってきた」製作委員会、1992年） - 小出隆司の絵本を原作としたアニメ映画